# Prepona licomedes
Prepona licomedes är en fjärilsart som beskrevs av Pieter Cramer 1777. Prepona licomedes ingår i släktet Prepona och familjen praktfjärilar. Inga underarter finns listade i Catalogue of Life.

## Bildgalleri

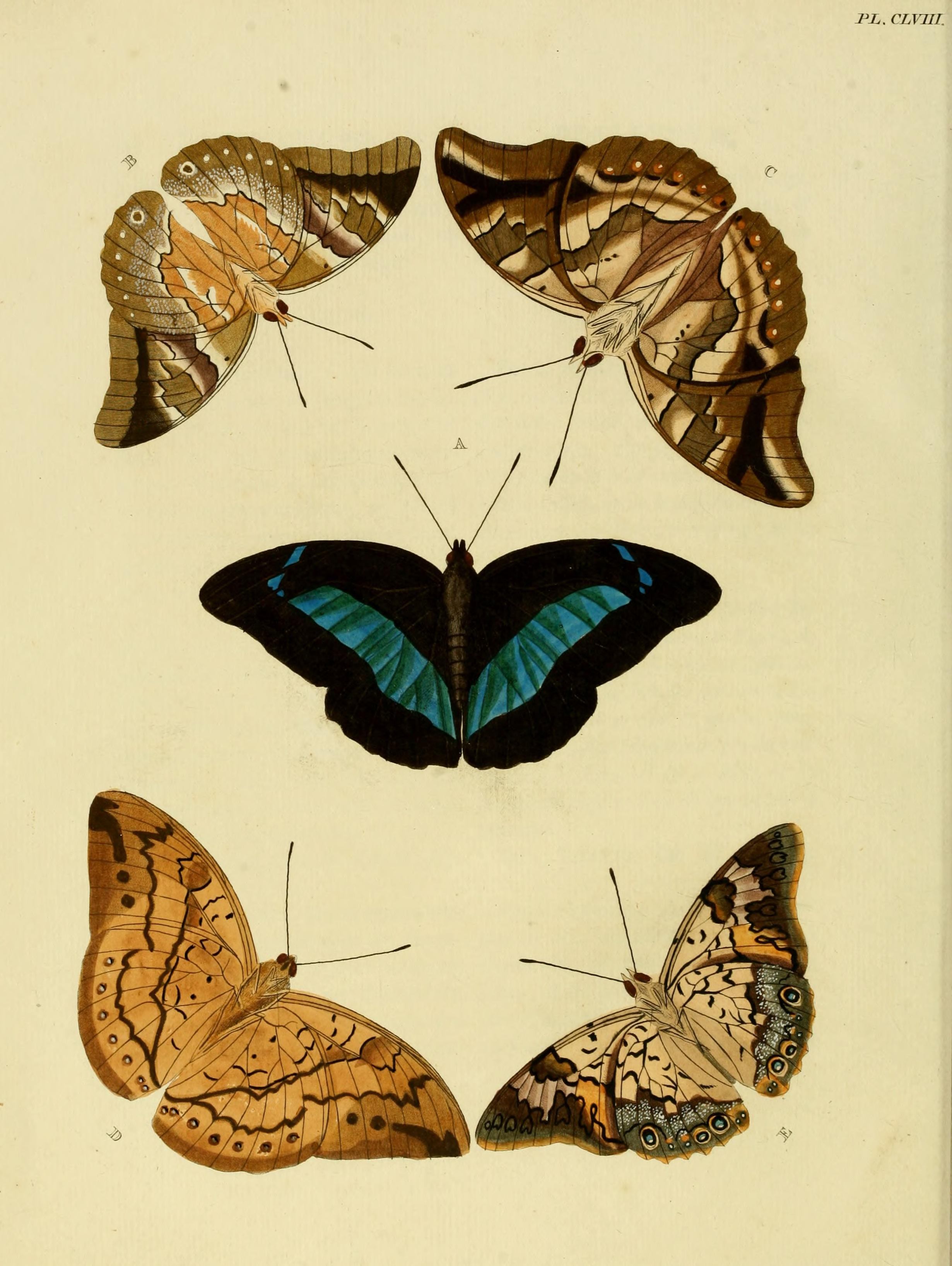